# Centrodora brevispinae
Centrodora brevispinae (лат.) — ископаемый вид хальцидоидных наездников рода Centrodora из семейства Aphelinidae. Эоценовый балтийский янтарь (возраст более 40 млн лет).

## Описание
Микроскопического размера паразитические наездники. Длина тела 1,28—1,31 мм. Скапус в 8,5 раза длиннее своей ширины. Переднее крыло в 2,3—2,5 раза длиннее своей ширины. Булава усиков асимметрично возвышается в шиповидный отросток. Вид был впервые описан в 2015 году американскими энтомологами Роджером Бурксом (Roger A. Burks), Джоном Херати (John M. Heraty), Джоном Пинто (John D. Pinto;  Department of Entomology, University of California, Riverside, Калифорния, США) и Дэвидом Гримальди (Division of Invertebrate Zoology, American Museum of Natural History, Нью-Йорк, США). Виды Phtuaria fimbriae, Glaesaphytis interregni и Centrodora brevispinae стали первыми ископаемыми представителями всего семейства афелиниды.